# Dispositif d'initiation aux métiers en alternance
Pour les articles homonymes, voir Dima.
 (octobre 2013).
Si vous disposez d'ouvrages ou d'articles de référence ou si vous connaissez des sites web de qualité traitant du thème abordé ici, merci de compléter l'article en donnant les références utiles à sa vérifiabilité et en les liant à la section « Notes et références ».
Une DIMA, autrement dit Dispositif d'Initiation aux Métiers en Alternance, etait une formation continue contenant dans une année scolaire 18 semaines de stage, et qui permettait de commencer une activité professionnelle tout en demeurant sous statut scolaire. Elle avait lieu dans un centre de formation, qui peut être un CFA, un lycée professionnel ou plusieurs autres structures.
Cette formation était accessible pour toutes les personnes ayant 15 ans et qui avaient fait la demande à leur collège. Celle-ci était un équivalent au préapprentissage car une fois l'année de DIMA terminée, il y avait soit pour ceux qui le désirent le diplôme du CFG ou/et le diplôme national du brevet (DNB). Le DIMA était fait pour préparer un CAP ou pour aller ensuite vers un Baccalauréat professionnel (plutôt rare) ; beaucoup d'élèves en échec scolaire étaient redirigés vers une DIMA.
Ce dispositif a pris fin à la rentrée scolaire 2019, et fut remplacé par les PAFI et la 3eme prépa-métiers.